# Extended file system
O Ext (extended file system) foi o primeiro sistema de arquivos criado especificamente para o Linux. Ele foi desenvolvido por Rémy Card para substituir o sistema de arquivos do MINIX (Minix FS), que havia sido inicialmente utilizado por Linus Torvalds para o recém-criado Linux.

## História
A versão do sistema de arquivos do Minix adaptada por Torvalds possuía limitações importantes. O Ext foi criado para resolver essas limitações e incluído no Linux 0.96c (julho de 1992). Seu desenvolvimento foi facilitado pela implantação do VFS (virtual file system), inicialmente escrito por Chris Provenzano e posteriormente reescrito por Linus Torvalds. O VFS foi incorporado ao Linux 0.96a (maio de 1992). 
A partir de 1993 o Ext passou a sofrer a concorrência do Xia FS e do Ext2. Ambos  no Linux 0.99.7 (março de 1993). O Ext foi utilizado até à versão 2.0 do Linux, tendo desaparecido a partir da versão 2.2.0 (de janeiro de 1999).

## Comparativo
O Ext ainda era limitado em comparação com o Xiafs e o Ext2. Além dos tamanhos máximos (para volumes e nomes), o Ext (assim como o Minix FS) usava apenas um rótulo de tempo, enquanto o Xia FS e o Ext2 passaram a registrar os tempos de acesso (atime), alteração de metadados (ctime) e modificação dos dados (mtime) do arquivo. Esses rótulos também são conhecidos por MAC time.
| Característica    | Minix FS   | Ext      | Ext2     | Xia FS   |
| Tam. máx. sistema | 64 MB      | 2 GB     | 4 TB     | 2 GB     |
| Tam. máx. arquivo | 64 MB      | 2 GB     | 2 GB     | 64 MB    |
| Tam. máx. nome    | 16-30 car. | 255 car. | 255 car. | 248 car. |
| Rót. tempo MAC    | não        | não      | sim      | sim      |